# Charles-Joseph Flipart
Pour les articles homonymes, voir Flipart.
Charles-Joseph Flipart, né en 1721 à Paris et mort à Madrid en 1797, est un graveur et peintre français.

## Biographie
Charles-Josep Flipart naît à Paris, où son père le graveur français Jean-Charles Flipart lui apprend l'art de la gravure. Son frère aîné est Jean-Jacques Flipart, également graveur. À dix-huit ans, il se rend à Venise, où il travaille dans l'atelier de Jacopo Amigoni. Il se forme ensuite dans l'atelier de Joseph Wagner, où il reproduit plusieurs compositions de Pietro Longhi.
En 1748, il se rend en Espagne, probablement avec Jacopo Amigoni. Il est nommé peintre-graveur de Ferdinand VI. Le musée du Prado conserve plusieurs de ses toiles.

## Œuvres

### Gravures
Il réalise plusieurs planches d'une série de huit gravures à l'eau-forte ne comportant pas de titre mais en manière de légende quatre vers italiens servant de commentaire au bas de la composition dont :
- Le Lever[1]
- L'Occupation[2],  parfois appelée La Déclaration d'amour[3]
- La Leçon de danse[4]
- La Réception
- La Toilette

Gravures de Charles-Joseph Flipart
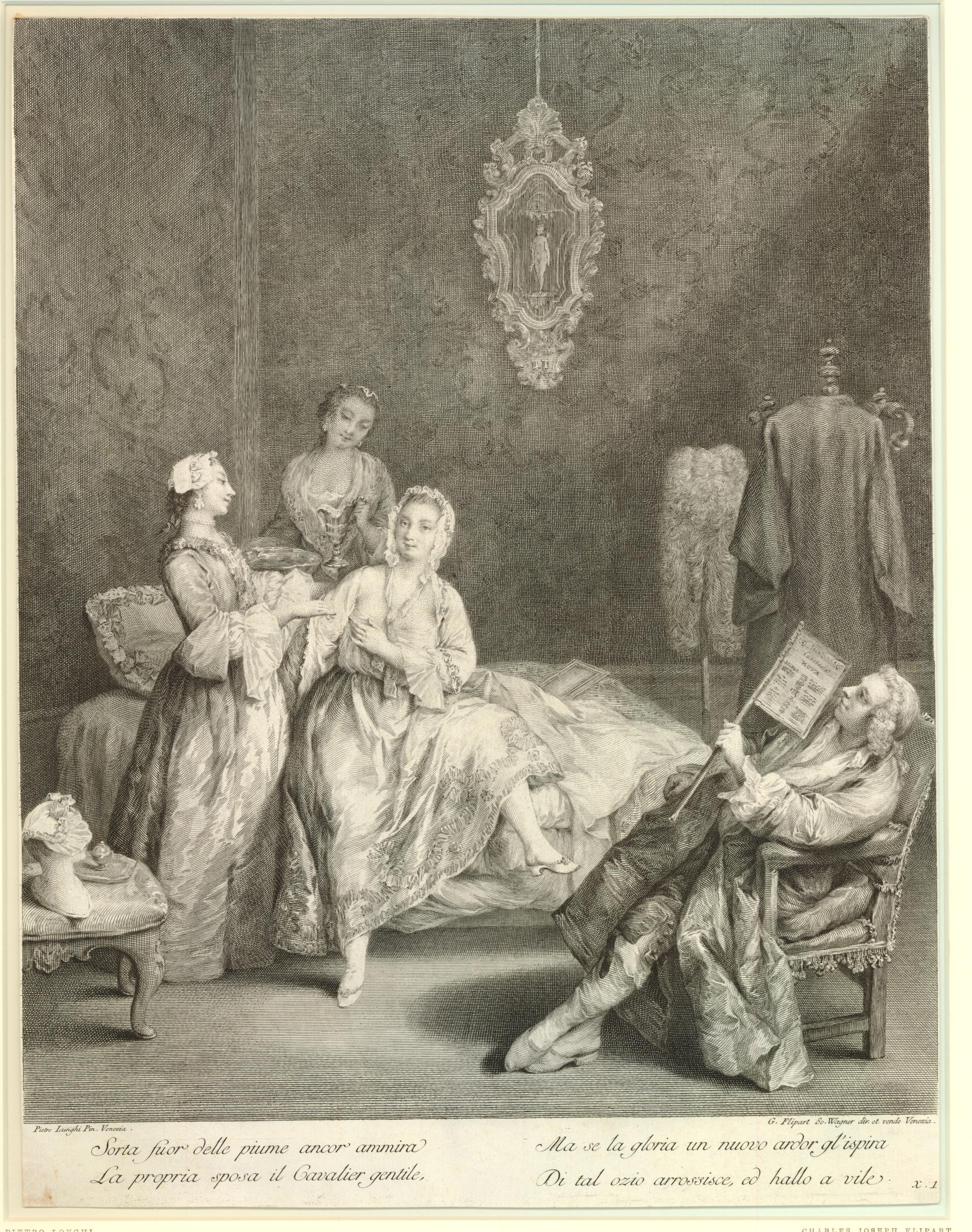
Le Lever
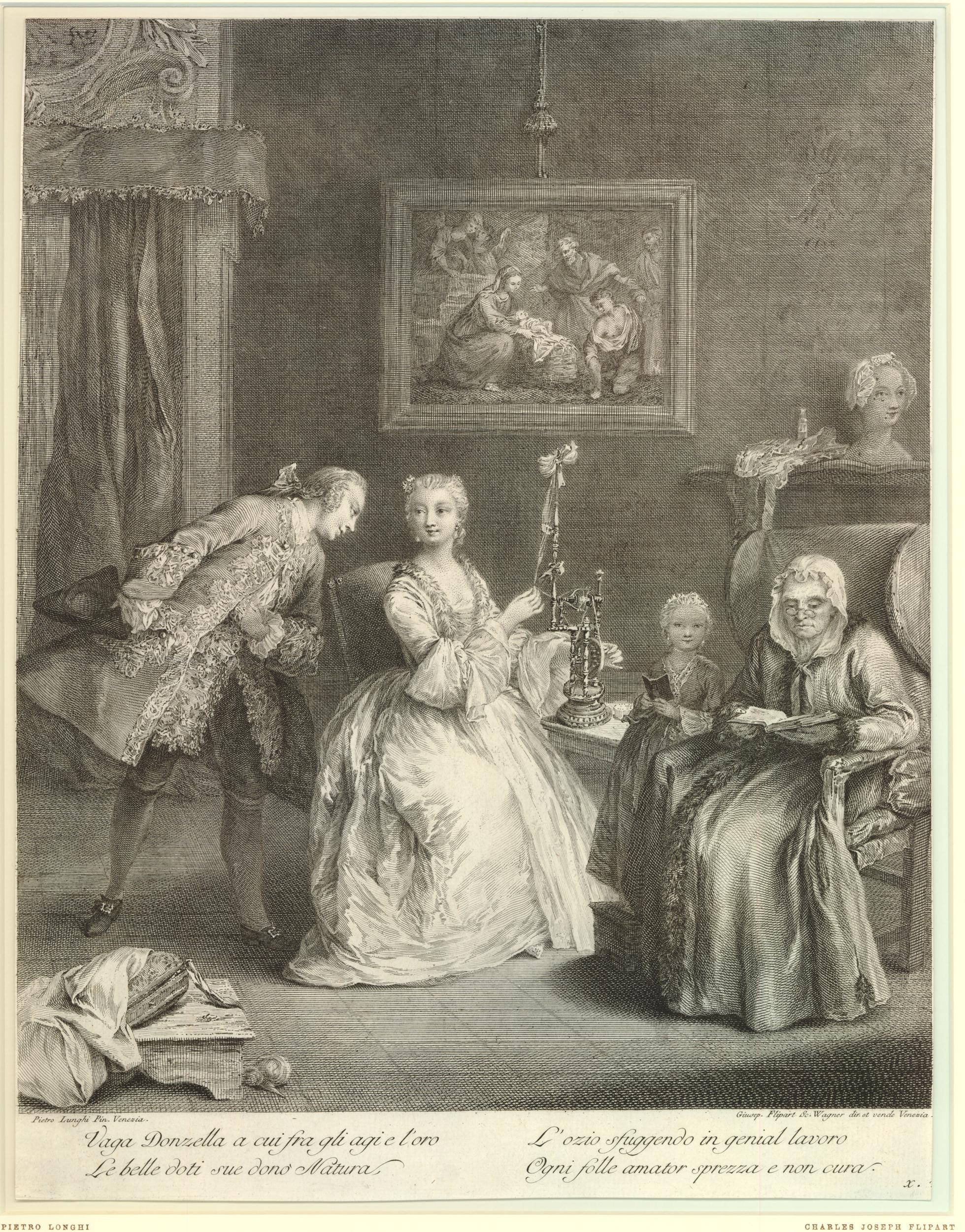
L'Occupation,
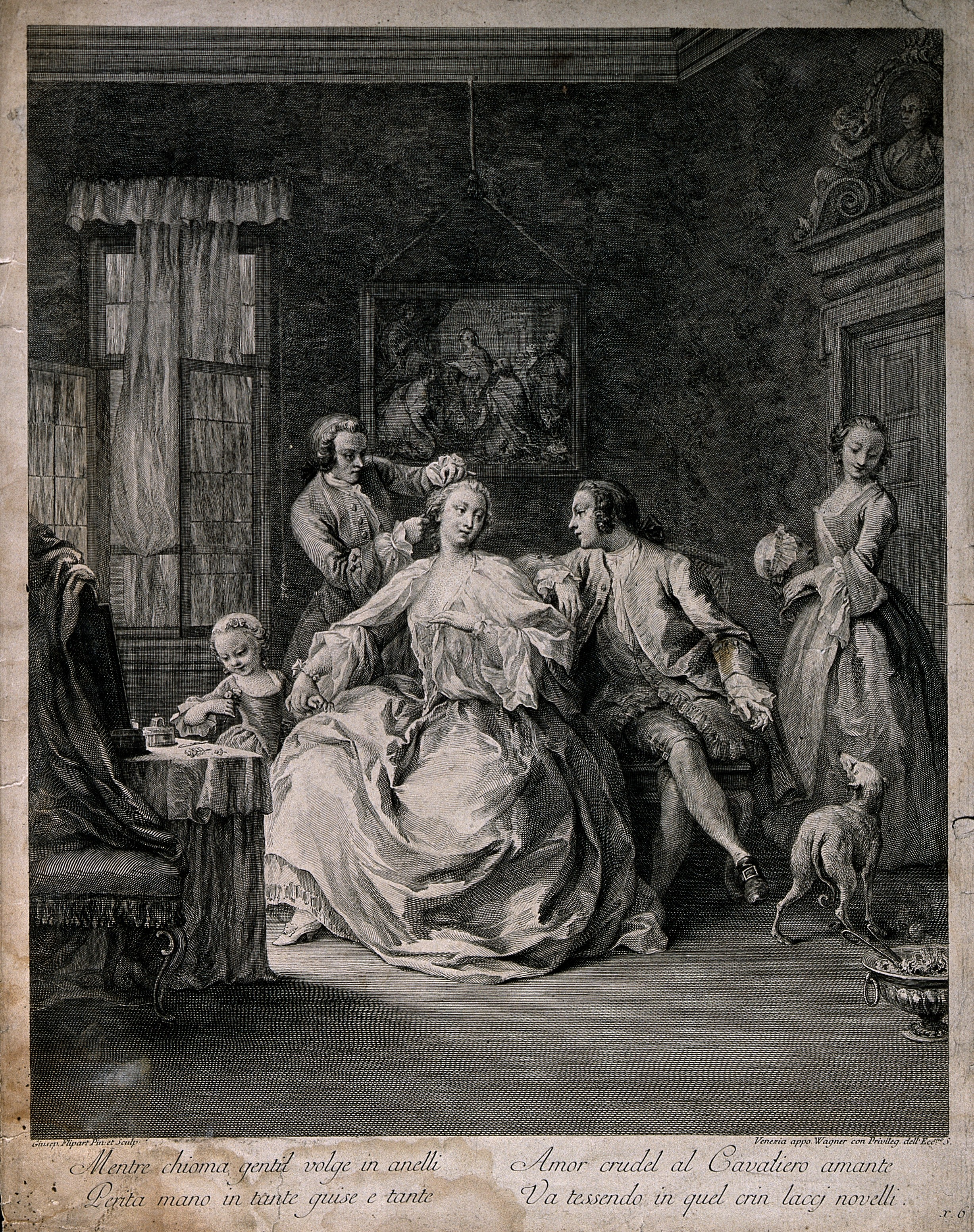
La toilette

### Peintures
L'essentiel de ses peintures se trouvent au musée du Prado à Madrid, à savoir :
- Portrait de femme[5]
- Reddition de Séville au roi San Fernando[6]
- Fête dans un jardin[7]
- Jeu de balle[8]
- Paysage avec obélisque brisé[9]
- Paysage et éléments symboliques[10]

Peintures de Charles-Joseph Flipart
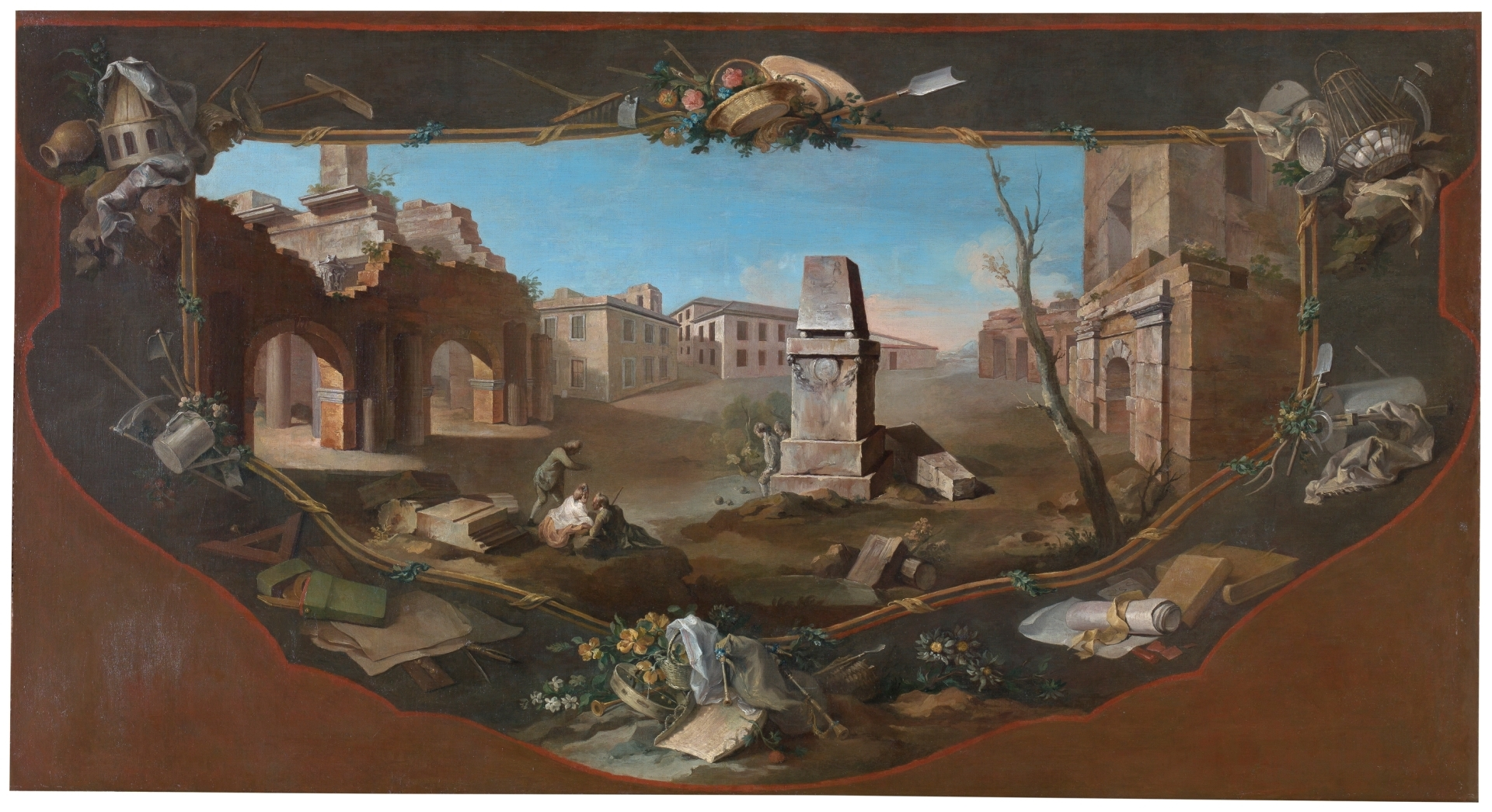
Paysage avec obélisque brisé
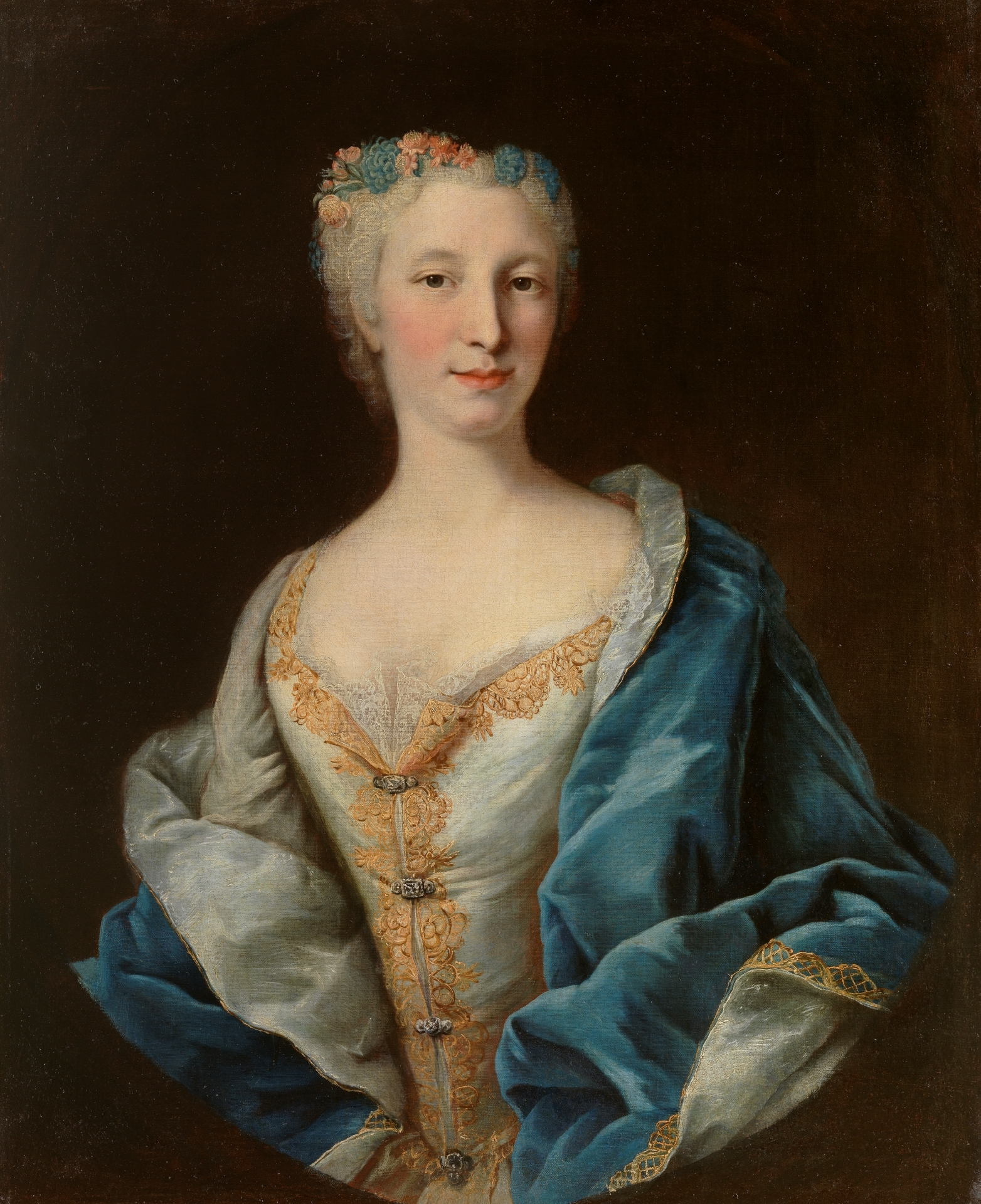
Portrait de femme
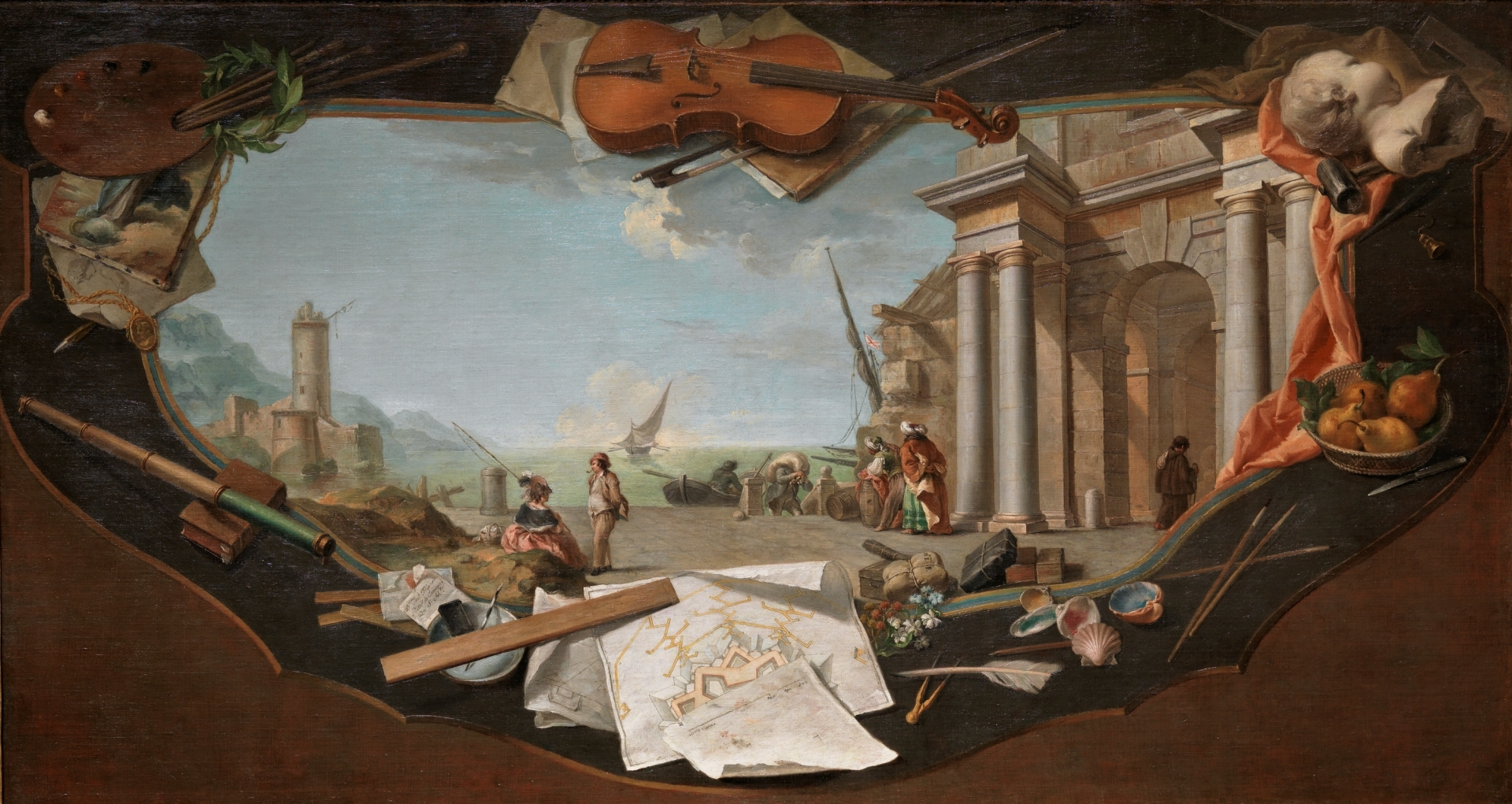
Paysage et éléments symboliques